# スノトラ

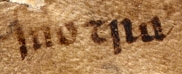
ベーオウルフの作者が「スノトラ（Snotra）」という言葉を「賢い」「分別のある」という意味で使っている。

北欧神話のスノトラ（古ノルド語: Snotra、「賢い」）とは、賢明さと関連する女神である。スノトラは13世紀にスノッリの著した『スノッリのエッダ』でのみ裏付けられる。研究者はこの女神が暗示するものについての学説を提起している。

## 裏付け
『スノッリのエッダ』の「ギュルヴィたぶらかし」35章で、ハールは16柱のアース女神について簡単に説明する。ハールはスノトラを13番目に挙げ、スノトラは「賢明で礼儀正しい」としている。そしてハールはスノトラの名前が、賢い男や女が snotr と呼ばれることの由来である付け加える。『スノッリのエッダ』の「詩語法」では、スノトラは27柱のアース女神の名前の中に含まれている。これら2つの情報源以外でスノトラの存在を裏付けるものはない。

## 学説
アンディ・オーチャードとルドルフ・ジメックは、スノトラは『スノッリのエッダ』以外に裏付けがないとし、スノッリの創作ではないかと述べる。オーチャードは、そうでなければスノッリは失われた情報源を利用したからで、スノッリが彼女についての情報をほとんど提示できないのは、それが彼女の名前の意味から導き出したものであるからではないかとする。
ジメックはスノッリはスノトラを古ノルド語の snotr （賢い）から考案し、「他の重要でない女神の隣に彼女を加えた」のだろうと述べる 。しかしながら、ジメックはまた、スノトラ、サーガ、フリーン、シェヴン、ヴァール、そしてヴォルなどの女神は「女性を守るべき女神」として漠然と定義された存在であるとし、彼女たちは「私的な特定の分野を（守るが）、それらは明確に違いがあるため、多くの点においてマトロンと類似している」とする。